# Aleksander Pacek
Aleksander Pacek (* 16. Mai 1979 in Fürth) ist ein deutscher Volksmusikant. 2001 wurde er Weltmeister auf der steirischen Harmonika.

## Leben
Paceks Eltern stammen aus Krško in Slowenien und kamen im Jahr 1969 als Gastarbeiter nach Cadolzburg im Landkreis Fürth. Mit sieben Jahren begann er Steirische Harmonika zu spielen und brachte sich das Instrument zunächst selbst bei, bevor er ab seinem neunten Lebensjahr für zwei Jahre Musikschulunterricht erhielt. Mit 15 Jahren erreichte er den Junioren-Europameistertitel auf seinem Instrument. Im Jahre 2001 krönte er sich als Weltmeister auf der steirischen Harmonika. Seine weiteren Instrumente sind Akkordeon, E-Bass, Gitarre und Keyboard.
1992 gründete Aleksander Pacek mit seinem Vater Branko und seinem Bruder Marjan in Nürnberg eine Musikgruppe, die vorwiegend im Oberkrainerstil spielt, meist mit vierstimmigem Gesang. Paceks Mitspieler sind Adrian Hatton (* 22. September 1979; Steirische Harmonika, Akkordeon, Gesang und Gitarre), Marjan Pacek (* 25. November 1969; Keyboard, Gesang und Akkordeon) und Christian Koch (* 6. Oktober 1982; Bariton, E-Bass, Bassgeige, Steirische Harmonika, Posaune und Geige).
Die Band kann auf zahlreiche Auftritte im In- und Ausland zurückblicken. 

Pacek spielt auch E-Bass, Gitarre und Keyboard und tritt mit Otto Krammer (Gitarre) als Steirer-Wahnsinn auf.

## Solokarriere
Pacek veröffentlichte 2018 die Solo-CD Mach Deine Seele Frei bei Tyrolis, wo er im Gegensatz zu den Heimatbuben nur instrumental wirkt.

## Diskografie

### MitDie Oberkrainer Heimatbuben
- 1999: Musik ist unser Leben
- 2002: Bei fröhlichen Leut
- 2008: Oberkrainer Heimatbuben mit Harmonikaweltmeister Aleksander Pacek: Super, fetzig, einfach lässig (Tyrolis)

### Solo
- 2018: Aleksander Pacek: Mach deine Seele frei-Instrumental (Tyrolis)